# 紫式部
紫式部（日语：／ Murasaki Shikibu，973年—1014年）是日本平安時代的小說家、歌人及宮廷女房，以《源氏物語》為人所知；《源氏物語》成書於約1000年（長保二年）至1012年（寬弘九年），並受學界普遍認可為世界首部長篇小说。“紫式部”為後人所起，本名不詳，惟根據1007年2月19日（寬弘四年正月二十九日）《御堂關白記》所載，可能為藤原香子（／ Fujiwara no Kaoriko/Takako/Kōshi）。
平安時代女性一般不能學習朝廷使用的漢文，但紫式部自小在博學的父親家中長大，漢文流利，很早展現古典文學天分。她嫁給年長二十餘歲的藤原宣孝，並在兩年後生下女兒藤原賢子（後人稱“大貳三位”），再兩年後喪夫。她開始撰寫《源氏物語》的時間尚不確定，很可能是婚後或喪夫後。她可能因作家美名於约1005年（寬弘二年）獲藤原道長邀請到宮中擔任一條院天皇中宮藤原彰子的女房，她繼續創作，把宮廷生活寫入作品中。她在五或六年後離開宮廷，與彰子隱退琵琶湖一帶。學者對其卒年有不同看法：大部分學者認同其終於1014年（長和三年），也有其他學者稱其於1031年（長元四年）仍在世。
紫式部撰寫了《源氏物語》、《紫式部日記》與多首和歌。《源氏物語》成書十年內就在各令制國風行，一個世紀内即成為日本文学經典，引起學術界關注。《源氏物語》在20世紀初始有譯本，其中英語譯本分六冊、在1933年完成。其作品反映平安時代高峰期的宮廷圈子，重要性長期獲學者認可。日本藝術家和著名浮世繪木版畫家自13世紀開始將其作品繪成繪卷。

## 早年
紫式部在约973年（天祿四年）生於平安京，是9世紀藤原北家攝政藤原良房一族之後。在11世紀末前，藤原氏通過將自己的女兒嫁入皇室，結合自身的攝關地位主導日本朝廷政治。在10世紀末和11世紀初，藤原道長將四個女兒嫁予天皇，以保障自身地位至高無上。紫式部的曾祖父藤原兼輔曾為高級貴族，惟該支逐漸喪失權力，到紫式部出生時該支僅有國司級地位。低級貴族通常會被放逐到各令制國中不受歡迎的職位，並且不能接近京都的中央權力機關和朝廷。
紫式部一支地位下滑，惟其曾祖父與祖父都是著名歌人，其一支在文人中仍享盛譽。紫式部的曾祖父藤原兼輔有56首和歌獲收錄於“二十一代集”的其中13部、《三十六人撰》與《大和物語》。紫式部的曾祖父與祖父均與因普及日文韻文而聞名的紀貫之友好。紫式部的父親藤原為時曾在大學寮學習，並成為廣受尊敬的中國古籍及詩歌學者；其所著的韻文現已失傳。藤原為時在968年（康保五年／安和元年）進入公家體系擔任小吏，並在996年（長德二年）開始擔任國司，直至1018年（寬仁二年）致仕。紫式部父母系出同源，二人間包含紫式部在内育有一男二女。
既有文獻表明平安時代的取名法與現代有所差異。宮廷女房除職銜外，亦根據男親屬的階級或頭銜取名。紫式部之父曾在掌管禮儀事務的式部省中擔任式部大丞，因此“式部”（ Shikibu）就是指式部省。“紫”（ Murasaki）則是一個附加名字，可能源自藤原氏中的“藤”（ Fuji）所指的紫藤的紫色，而“紫”字可能是在宮廷中根據她自己給《源氏物語》中女主角的名字「紫之上」而給予她的名字。藤原道長在其1007年2月19日（寬弘四年正月二十九日）的日記（後世稱《御堂關白記》）中提及當時宮廷中幾位女房的名字，其中“藤原香子”可能是紫式部的本名。
日本平安時代的夫妻通常分居，小孩由生母撫養，社會奉行父系制度。與傳統不同，紫式部與其弟藤原惟規同住其父家中（可能位於京都寺町通）。二人的母親在二人年幼時撒手人寰，當時可能還在分娩。紫式部有至少三個同父異母兄弟姐妹由他們各自的母親撫養，而紫式部曾經與一個在20餘歲去世的姐妹非常親近。
在紫式部出生時，日本已經停止派遣遣唐使，並開始形成更強的國風文化，也因此與外界更為疏離。在9世紀及10世紀，日语在基於漢字（真名）縮寫的音節文字假名的發展下逐漸成為書面語。在紫式部在世時，日本男性繼續在正式寫作時使用漢字，而假名則成為人們私下互相往來時和貴族婦女一般的書面語，為日本文學的獨特形式奠定了基礎。
紫式部的弟弟藤原惟規接受了漢文教育，以為其日後入仕作準備。住在父親家中的紫式部幼時也學習了漢文，並對之非常熟練。紫式部在其日記中寫道：“家人式部丞（藤原惟規），幼時習讀漢文。我居側聆聽。式部丞正坐習之時而費解，時而有遺；我居側聽之卻早得其味，熟諳心中。深好學問的父親常嘆：‘可惜不是個男兒。實乃吾身不幸。’”紫式部與其弟一同學習中國文學，她也很可能接受了音樂、書道與和歌等傳統教育。紫式部接受的教育並非正統教育，原因如路易·G·佩雷斯（Louis G. Perez）在其書《日本歷史》（The History of Japan）所言：“（平安時代的）女性……被認為缺乏真正的智力，因此一般並不接受漢文教育。”紫式部提到過其他人曾認為她“心高氣盛以風流自居……孤傲得讓人難以接近……為人清高，只嗜好物語，動不動就立刻吟出一首和歌，而且又瞧不起別人”。亞洲文學學者托馬斯·英格（Thomas Inge）認為紫式部“性格強勢，因而朋友只有寥寥数人”。

## 婚姻
平安時代貴族婦女生活波瀾不驚、處處受限，只能與家中男人或男性近親交談。根據紫式部的自傳和歌，她與女性有所往來，但與父親和兄弟以外的男性接觸有限；她經常與女性交換和歌，但從未與男性交換過。與大多數貴族婦女不同，紫式部並沒有在青春期時出嫁：她直到二十多歲（甚至三十歲出頭）時仍待在父親家中。
996年（長德二年），紫式部隨獲委擔任越前守四年的父親赴職，當時貴族婦女很少出门旅行超过五天。紫式部稍後在约998年（長德四年）返回京都，並嫁予父親的朋友、比她老許多的遠房堂兄藤原宣孝。藤原宣孝與紫式部系出同源，曾擔任辨官和式部省官員，因其華麗的穿著與舞蹈的才華而為人所知。藤原宣孝迎娶紫式部時已四十餘歲，並擁有多個住有數量不明的妻室與子女的宅邸。藤原宣孝善於交際，且在朝庭上廣為人知，他迎娶紫式部後仍與許多女性有戀愛關係。按照慣例，紫式部會留在父親的家中，而她的丈夫會拜訪她。藤原宣孝曾經擔任不同令制國的國司，他在與紫式部結婚當時應該頗為富有。後世對藤原宣孝與紫式部二人的婚姻的說法各不相同：理察·約翰·寶寧稱該段婚姻是快樂的，然而日本文學學者白根治夫則稱紫式部在其詩作中表達其怨恨夫君的情緒。

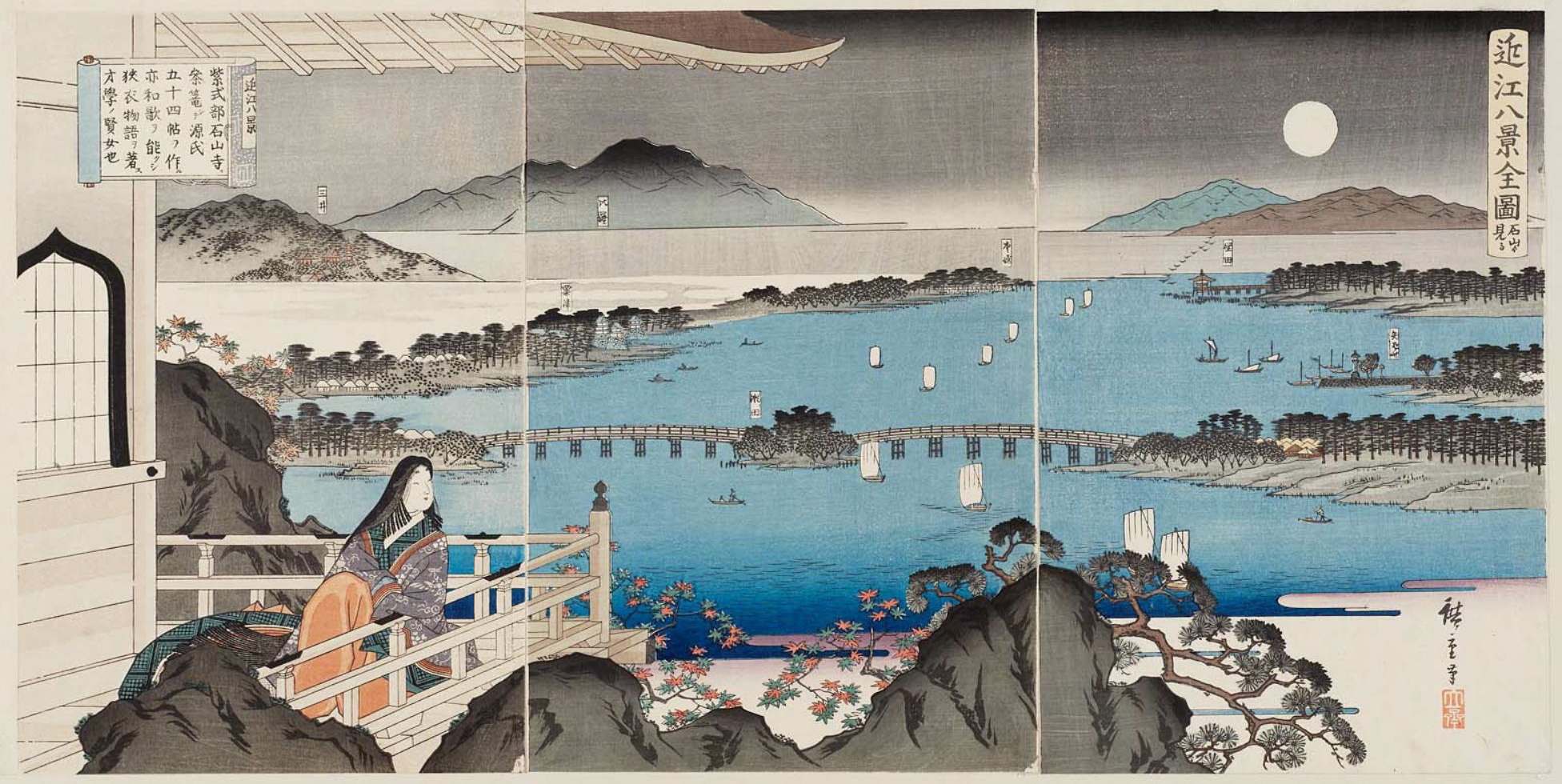
在石山寺的紫式部，三代目歌川廣重於约1880年（明治十三年）繪

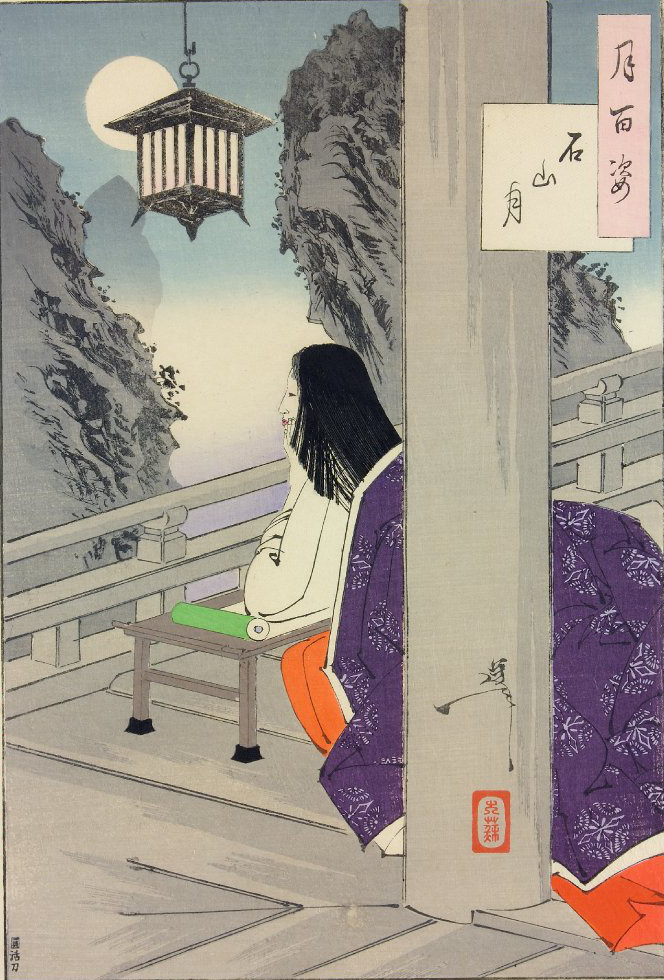
在石山寺凝視滿月以尋求寫作靈感的紫式部，月冈芳年於1889年（明治二十二年）繪於《月百姿》

999年（長保元年），藤原宣孝與紫式部二人的女兒藤原賢子（後人稱「大貳三位」）出生。兩年後，藤原宣孝在霍亂疫症中病死。作為已婚婦女，紫式部有僕人幫忙打理家務和照顧女兒，因此她擁有充裕的娛樂時間。紫式部喜歡閱讀，並曾經閲讀《竹取物語》和《伊勢物語》等愛情物语故事。學者相信紫式部可能在喪夫前就已經開始撰寫《源氏物語》。紫式部在喪夫後有進行《源氏物語》的寫作，她可能是在悲傷下寫作的。紫式部在其日記中如此形容她喪夫後的感受：“自不幸孀居以來，每日無所事事，怔怔地沉緬於愁思。無論是看見花色還是聞得鳥聲，還是觀望四季變化的天空、月光、霜雪，雖然知道是又一個季節到來了，可心裡想的全都是自己的餘生會有怎樣的結局。前景未卜，總難釋懷。”
根據傳説，紫式部隱退到琵琶湖一帶的石山寺，並在該地的一個八月十五夜凝視天空中的滿月時得到撰寫《源氏物語》的靈感。雖然學者並不相信紫式部隱退的事實依據，但日本藝術家經常描繪紫式部在石山寺凝視滿月以尋求寫作靈感的形象。紫式部可能是受託撰寫《源氏物語》，也很可能認識一位與《源氏物語》主角光源氏的際遇相近的流亡侍臣。紫式部將新撰的《源氏物語》的帖分發給朋友，其朋友又會將帖複製並繼續分發下去。《源氏物語》在朋友間互相傳閱下廣為人知，紫式部也因此得到作家美名。
紫式部在其30餘歲時成為宮廷女房，這可能出於其作家美名。入江千榮子（千榮子·入江·穆爾漢）在《日本女性作家——傳記評論資料集》（Japanese Women Writers, a Biocritical Sourcebook）中稱學者曾經懷疑紫式部為何在後半生作出如此舉動。紫式部在其日記中表明紫式部在喪夫後與藤原道長交換詩作，這也導致部分人猜測紫式部與藤原道長二人可能是戀人。理察·約翰·寶寧稱雖然藤原道長確實是繞過官方管道把紫式部送入宮中，但仍無證據表明紫式部被送入宮中作藤原道長之妾。入江千榮子認為藤原道長把紫式部送入宮中是希望她為自己的女兒、一條院天皇中宮藤原彰子進行教育。

## 宮廷生活

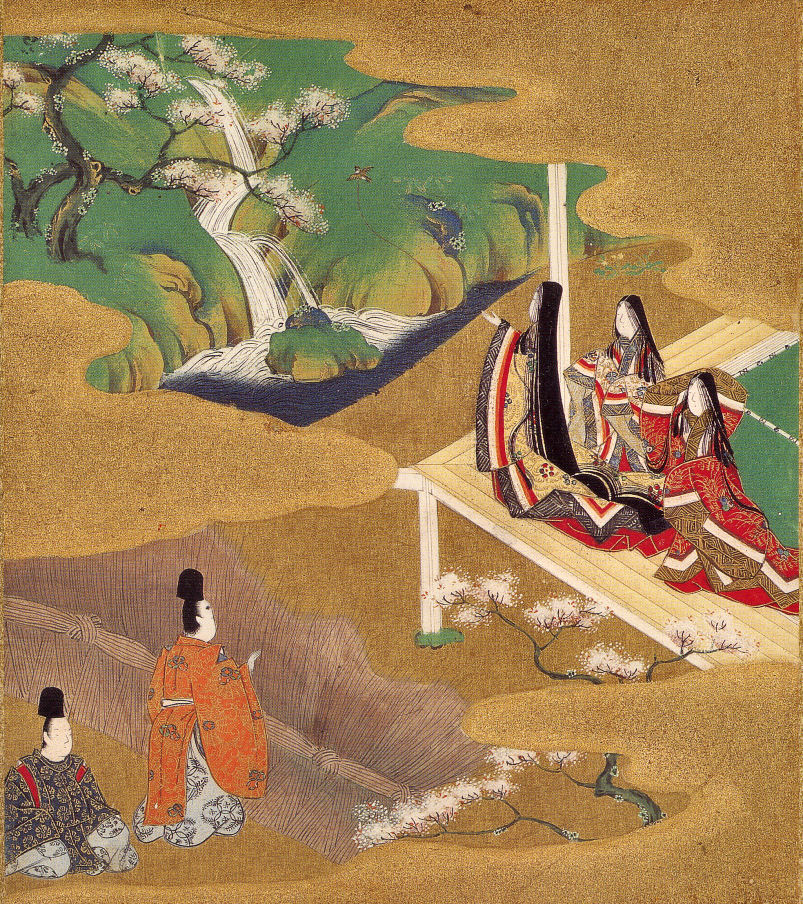
平安時代宮廷侍臣的大和繪，畫中的女性皆穿五衣唐衣裳，且頭髮著地，土佐派畫家土佐光起於17世紀中末葉繪

平安文化和宮廷生活在11世紀初達到頂峰。隨著擔任官職和宮廷服務的貴族越來越集中於平安宮，京都人口在當時增長到約10萬。侍臣變得過於柔弱，幾乎無所事事，並與世隔絕，開始專注於朝廷生活的細節，以及轉向藝術創作。人們通常通過藝術化使用紡織品、香水、書法、色紙、詩歌和根據心情和季節而定的有色服裝來表達情緒。無法遵循傳統美學觀念者就會迅速失去知名度，尤其是在宮中。平安時代貴族婦女皆留及地長髮，並塗白臉部、塗黑牙齒，她們流行的娛樂活動包括與他人戀愛、寫和歌和寫日記。平安時代宮廷女房所撰寫的文學作品被認為是最早和最好的一批日本文學真傳。

### 宮廷鬥爭與女歌人
995年（長德元年），藤原道長的兩個兄長藤原道隆與藤原道兼先後離世，使關白之位置空缺。藤原道長隨即與侄子藤原伊周在長德之變中相爭，在藤原道長之姊、一條院天皇生母藤原诠子（東三條院）的幫助下，藤原道長最終掌握實權。藤原伊周在996年（長德二年）因對花山院太上法皇放箭之醜聞而失信於人，並且被逐出宮，而由於一條院的皇后藤原定子在長德之變中支持其兄伊周，定子皇后也連帶喪失權力。四年後，藤原道長將其長女彰子送入一條院的後宮為女御，彰子時年12歲。彰子入宮一年後，為削弱定子皇后的影響力，並提高彰子的地位，藤原道長在定子皇后仍然保有天皇正室的名分的情況下，將彰子也設為天皇正室。歷史學家當勞·霍華德·雪夫利稱藤原道長此舉為“前所未有，甚至使其追隨者震驚”。定子的頭銜仍為天皇正室一般所使用的頭銜「皇后」（ Kōgō），而彰子則使用本來與「皇后」同義、從「皇后」頭銜分離出來的頭銜「中宮」（ Chūgū）。約五年後，藤原道長把紫式部送入宮中為彰子中宮的女房，理察·約翰·寶寧則形容紫式部的角色為彰子中宮的“夥伴導師”。
在平安時代，高地位女性通常在宮中過著與世隔絕的生活，她們亦因策略婚姻而成為其家庭爭取政治權力的籌碼。就彰子中宮與其他嫁入皇室的女性而言，這使外戚家族得以影響天皇決策——這也是藤原道長與其他藤原氏攝關掌權的方法。雖然她們與世隔絕，但部分女性仍通過在競爭性歌合中的表現而獲得相當大的影響力。東三條院擁有一個頗有影響力的歌合，藤原道長可能希望彰子中宮能與像紫式部一樣精明的女性一起，以建立能與東三條院抗衡的對立歌合。
彰子中宮在紫式部入宮時約16歲至19歲。根據亞瑟·偉利的説法，紫式部是思想嚴肅的年輕女子，她在父親家中與在宮廷的生活安排也有所不同。紫式部當時與和泉式部、日本早期地方话歷史書《榮花物語》的作者赤染衛門等才華橫溢的女作家共聚一堂。《紫式部日記》中反映出當時女性之間的鬥爭，紫式部在其中更如此貶低和泉式部：“和泉式部，曾與我交往過情趣高雅的書信。可是她也有讓我難以尊重的一面。當她輕鬆揮毫寫信時，確實展現了她在文章方面的才華，就連隻言片語中都飽有情色。和歌更是雅趣盎然。不過在古歌的知識和作歌的理論方面，她不夠真正的詠歌人的資格。只不過是信口而作的和歌中總有一兩點令人矚目。僅僅是和歌作得妙一些就隨便地對別的和歌亂加非議和評價，看來對和歌並不是真的精通。說是歌人大概也就屬於那種順口自然成章的類型。還不至於優秀到讓我自愧不如的程度。”
《枕草子》的作者清少納言在紫式部入宮前曾經是定子皇后的女房，因此紫式部獲邀入宮擔任彰子中宮的女房可能是為了抗衡清少納言。定子皇后在1001年（長保三年）紫式部入宮前崩御，因此清少納言與紫式部二人並無同時在宮中，然而在其日記提及過清少納言的紫式部肯定對清少納言有所認識，並在某程度上受清少納言所影響。清少納言所著的《枕草子》可能是受委託宣傳著名於受良好教育的女房的定子皇后宮中而作。日本文學學者約書亞·莫斯托（Joshua Mostow）相信藤原道長將受同樣良好或更良好的教育的紫式部送入彰子中宮宮中的目的是以類似方式突顯彰子中宮宮中。
紫式部與清少納言二人性情迥異：清少納言機智、聰明和直率，而紫式部則孤僻而敏感。根據《紫式部日記》的記載，紫式部與清少納言二人可能不睦。紫式部在其日記中寫道：“清少納言是那種臉上露着自滿，自以為了不起的人。總是擺出智多才高的樣子，到處亂寫漢字，可是仔細地一推敲，還是有許多不足之處。”唐纳德·基恩認為紫式部對清少納言的印象可能受彰子中宮及其宮中其他女房所影響，因為清少納言所侍奉的定子皇后是彰子中宮的對立天皇正室。此外，當奴·基恩亦相信紫式部被送入宮中的原因正是要使紫式部撰寫《源氏物語》，以回應清少納言的熱門作品《枕草子》。紫式部以各種方法突顯其與清少納言的差別。紫式部貶低《枕草子》的行文風格，並假裝不愔漢文，更將之視為矯揉造作，如此作風都與清少納言炫耀自己漢文知識的作風迥異。

### 日本紀之御局
雖然漢文在平安時代後期已經不再流行，白居易等人所撰寫的舊體詩（漢詩）繼續在日本流行。紫式部向對中國藝術和白居易撰寫的唐诗感興趣的彰子中宮教導漢文。漢文在當時被視為是男性所使用的語言，而女性則被認為應與漢字隔絕。彰子在被立為中宮後曾安設以漢字作為裝飾的屏風，並因而引起爭議。時人認為學習漢文並非女性應為之事，並違反只有男性才能接觸文學的觀念。女性被認為只應該用日語進行讀寫，這就能通過語言差異將女性與政府和權力架構分開。接受非正統漢文教育的紫式部由此成為少數幾個能教導彰子中宮漢文的女性之一。理察·約翰·寶寧形容紫式部通曉並教導彰子中宮漢文之舉為“近乎顛覆性”的舉動。紫式部對自己的漢文教育保持沉默，並秘密地為彰子中宮授課教導漢文，如其日記所載：“從前年的夏天開始我為中宮妃（彰子中宮）挑著進講《白氏文集》中的兩卷樂府。此事一直極力避開眾人的耳目，專門利用中宮妃身邊沒有其他女官侍候著的縫隙時間。我瞞著對誰也不講，中宮妃也為我保密。”
紫式部很有可能因教導彰子中宮中國文學而得到具雙關含義的外號“日本紀之御局”（ Nihongi no tsubone）。一個厭惡紫式部的女房指責紫式部炫耀自己的漢文知識；在《源氏物語》的帖被意外地向天皇與其侍臣朗讀，而其中一人稱其作者受過高等教育以後，該女房開始稱紫式部為“日本紀之御局”。紫式部在其日記中寫道：“真是令人哭笑不得，我連在自家的侍女面前都盡量不去讀漢文書籍，何況在宮中這樣的是非之地。為什麼要炫耀學問呢？”雖然該外號的本意顯然是要貶低紫式部，但入江千榮子認為紫式部對該外號感到受寵若驚。
日本宮廷對漢文的態度有所矛盾。漢文成為定子皇后宮中炫耀的對象，且被視為是帝國統治和優越的象徵。雖然彰子中宮本人也學習漢文，但可能出於使日文更具優勢而排拒漢文的政治權宜，彰子中宮宮中對漢文充滿敵意。這份敵意可能影響了紫式部和她對彰子中宮宮中的意見，並使她必須隱藏其漢文知識。與浮誇且直言不諱自己的漢文知識的清少納言不同，紫式部似乎在其漢文知識方面表現得甚為謙虛，且很可能因此使藤原道長對其留下深刻印象。雖然紫式部有使用漢文，而且更將漢文結合在其作品中，她仍對外公開排拒漢文，如此作風在當時國風文化蓬勃發展的日本值得稱許。

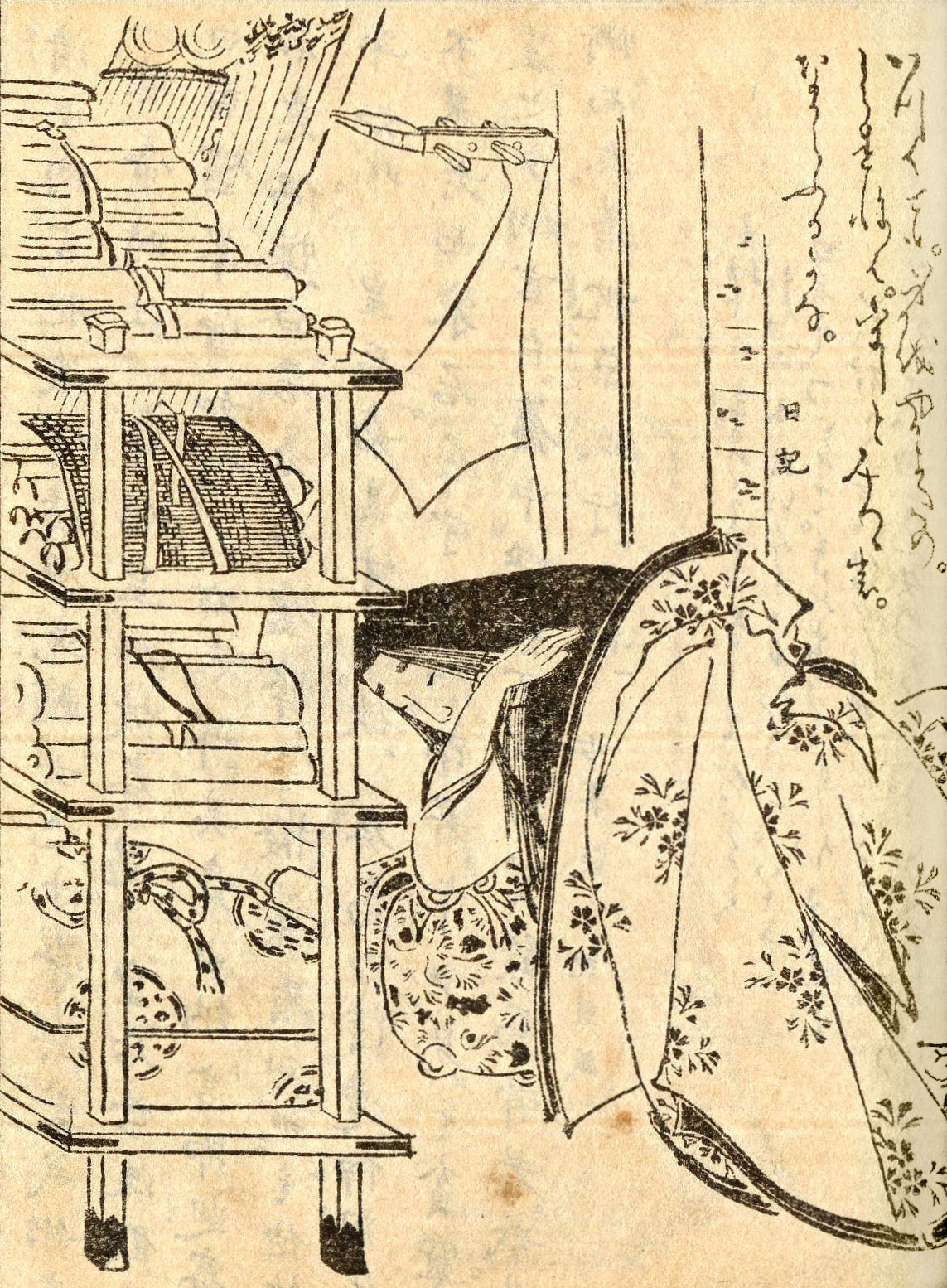
紫式部的单色画，菊池容齋於約19世紀初繪

紫式部的宮廷生活似乎不甚快樂，她也在期間表現得孤僻而憂鬱。無任何現存紀錄有有關紫式部參與和歌競賽的記載，惟其在擔任女房期間似乎有與其他女性交換過一些和歌或信件。總體而言，與清少納言不同，紫式部在其日記中明確表達她對宮廷生活、其他女房與縱酒的厭惡。然而，紫式部仍與另一宮廷女房、別稱“宰相君”（ Saishō no kimi）的藤原豐子交好，而紫式部亦稱“御前庭院的雪景色該會多麼地富有情趣呀”，表達其對宮廷中的冬天的喜愛。
根據亞瑟·偉利的説法，紫式部在彰子中宮宮中感到厭倦，但紫式部可能在整體上並無對其宮廷生活感到不快樂。他推測紫式部會更希望在比較不嚴謹和輕鬆的東三條院宮中擔任女房。紫式部在其日記中如此形容彰子中宮宮中：“中宮妃身邊的侍從、女官們都不會爭吵，無論男女性格都隨和，態度從容……如今，中宮妃已隨著年齡的增長而越來越成熟了，早已看明白了這世上的本來面目，也看清了人心的善惡，也懂得了進退的尺度。甚至還清楚地知道，公卿們都在議論說中宮御所那裏枯燥無趣，並且公卿們也都習以為常了。”

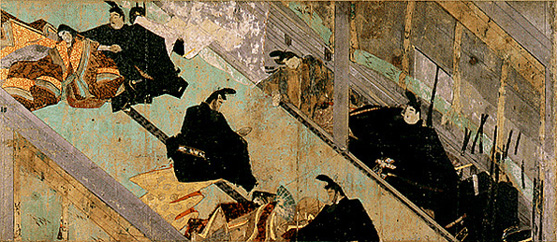
13世紀中葉的《紫式部日記繪卷》呈現了喝醉、精神錯亂和發瘋的平安時代侍臣對宮廷女房開玩笑和調情的情景

紫式部厭惡宮中那些她認為經常喝醉酒且愚蠢的男人。然而，亞瑟·偉利等學者確信紫式部曾與藤原道長之間有戀情。藤原道長至少曾對紫式部進行猛烈追求，並向紫式部強烈施壓，紫式部直到1010年（寬弘七年）都在其日記中記錄了二人之間的調情。不過，紫式部寫了一首和歌給藤原道長說：“青梅無人折。怎知味若何，未見來攀者，誰人譽酸色”，意指藤原道長既沒有讀過紫式部的作品，也沒有贏得紫式部的愛。紫式部在其日記中記錄了其避免藤原道長的騷擾的艱難——藤原道長在某夜中潛入紫式部的房間内，並偷走了紫式部當時剛寫好的《源氏物語》的一帖：“我將從家中取來的物語原本藏在了自己的居室內。可是，當我去中宮妃前侍候的時候，道長大人偷偷入室，找出來拿走了。全部都交給了內侍督（藤原妍子，後為三條院天皇中宮）。剛剛著手改寫的部分已經丟失，恐怕會招來讓我在意的評論。”然而，紫式部必須得到藤原道長的支持方能繼續寫作。紫式部概括其女藤原賢子（大貳三位）在宮内的活動為：奢華的儀式、複雜的戀愛關係、“複雜的婚姻制度”，以及彰子中宮兩個皇子（後為後一條院天皇及後朱雀院天皇）的出生，並對皇子出生一事予以詳細描述。
紫式部似乎喜歡獨自寫作。紫式部相信自己並不適應宮中整體的氛圍，並稱因其他女官對她説“想不到見了面之後，才發現你溫厚得讓人感到意外，根本就不是我們想像的那樣”而“心中不太愉快”。托馬斯·英格稱紫式部太直言不諱地在宮中交友，入江千榮子則認為紫式部的宮廷生活相較其他宮廷歌人而言更為平靜。入江千榮子推測，紫式部對和泉式部的貶損並非針對後者的和歌，而是出於不認同後者的舉止、缺德與宮廷關係。
階級在平安宮中尤為重要，而紫式部自認為與其他更高級、更大權力的藤原氏族人無太多的共通點。紫式部在其日記中如此形容其宮廷生活：「混在出身高貴的人中間進宮奉職，自己的身份也有限，甚至都從未有過安心之感。」在宮中任職能提升紫式部的社會地位，但更重要的是紫式部也因為這些經驗而得到更多寫作靈感。紫式部在被送入彰子中宮宮中後所經歷的宮廷生活充分反映在《源氏物語》中。紫式部的附加名字「紫」很有可能緣於著名宮廷歌人藤原公任在约1008年（寬弘五年）的宮廷晚宴上問及“若紫（《源氏物語》角色紫之上的別稱）是在這裡供職嗎？”（ Wakamurasaki wa oidedesu ka）一事；此事不但被紫式部在其日記中提及，也被視為男性宮廷歌人對女性作家的讚美。

## 晚年及死亡

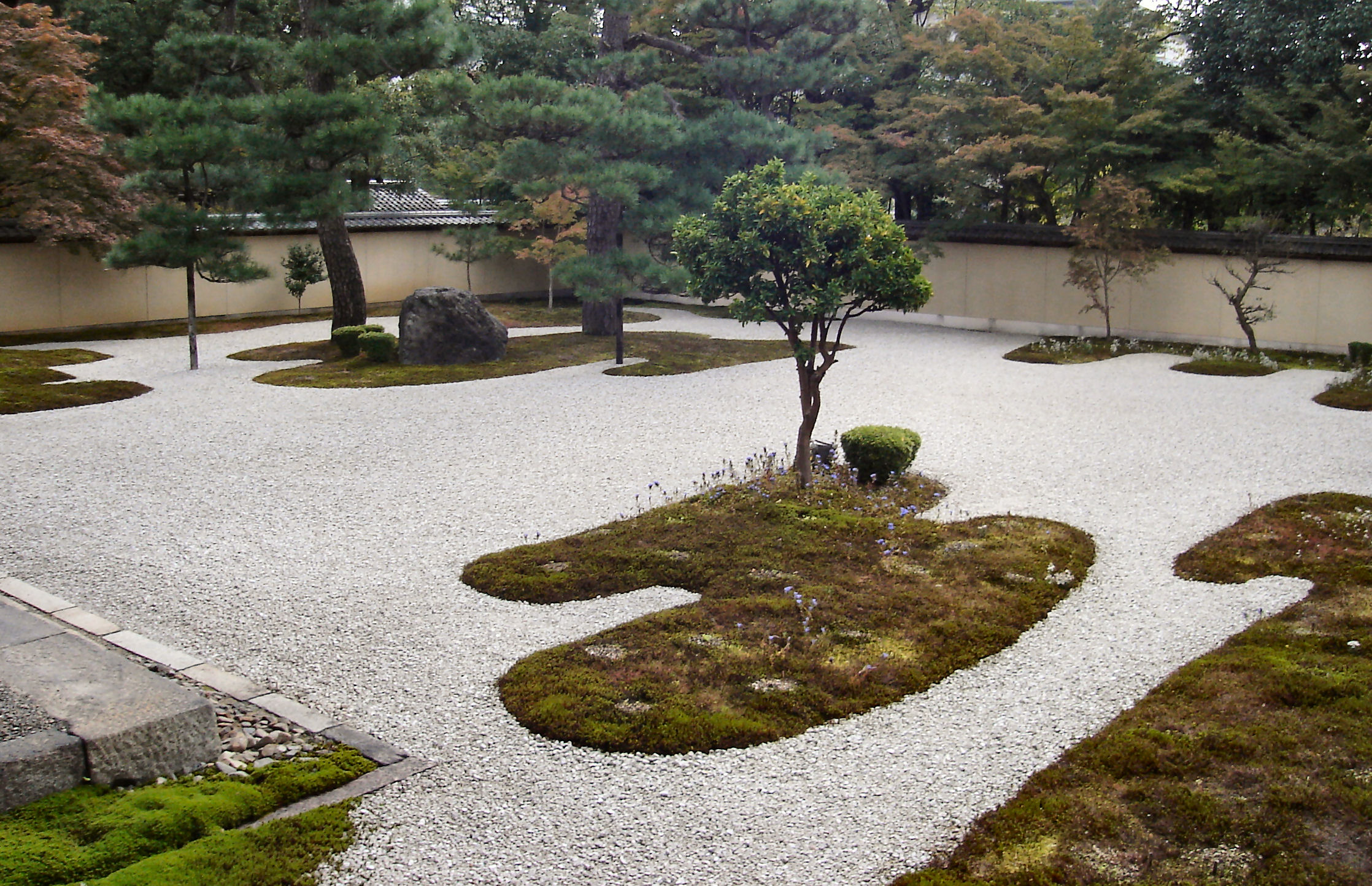
紫式部宅邸今址為廬山天台講寺

一條院在1011年（寬弘八年）崩御後，彰子中宮自宮中隱退至琵琶湖畔的藤原氏宅邸居住。有載紫式部於1013年（長和二年）時與時為皇太后的彰子同處於宅邸，因此紫式部很可能是陪同彰子皇太后一同隱退的。威廉·佐治·阿斯頓稱紫式部自宮中隱退後，她再一次與石山寺相聯繫：「據說紫式部自宮中隱退至這個美麗的地方，並將餘下的時間奉獻予文學和宗教。雖然本居宣長等對此説的懷疑者拒絕相信這個故事，並稱該故事與已知事實不符，但紫式部所使用的硯與其手寫中的佛教契經都在石山寺內其撰寫《源氏物語》的房間中出現，因此即使評論家並不同意此説，這仍然足以使石山寺的普通遊客信納。」
紫式部很有可能死於1014年（長和三年）。其父在當年倉促地辭去越後守的職位並返回京都，這可能是因為其女紫式部去世。白根治夫在《夢想的橋樑：〈源氏物語〉的詩學》（The Bridge of Dreams: A Poetics of "The Tale of Genji"）中稱紫式部被普遍認定在973年（天祿四年）出生，並在在1014年（長和三年）去世，終年41歲。理察·約翰·寶寧認為1014年（長和三年）僅是推測出來的卒年，並認為紫式部可能跟已經成為太皇太后的彰子一同生活到最晚1025年（萬壽二年）。亞瑟·偉利同意此説，並認為紫式部可能參與了彰子太皇太后在约1025年（萬壽二年）為其子後一條院天皇舉行的典禮。
紫式部之弟藤原惟規在约1011年（寬弘八年）去世，而二人之父藤原為時可能因子女相繼去世而決定致仕。藤原為時在致仕後在長等山園城寺（三井寺）出家，並在1029年（長元二年）於園城寺去世。紫式部之女藤原賢子於1025年（萬壽二年）入宮擔任親仁親王（後即位為後冷泉院天皇）的乳母。藤原賢子後來亦成為著名歌人，人稱「大貳三位」。紫式部在京都的宅邸所在今為廬山天台講寺。

## 作品

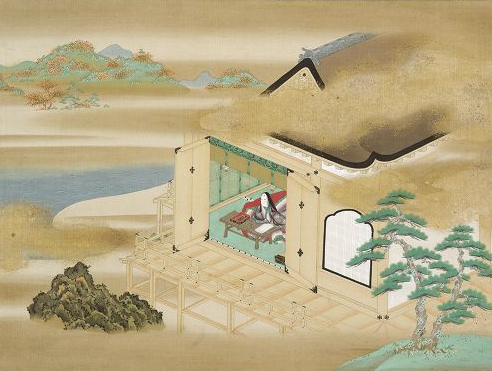
在石山寺寫作的紫式部的帛畫，是《源氏畫冊》（Genji Album）的卷首圖畫，土佐光起於17世紀末繪，現收於薩克勒博物館

紫式部傳世的作品有三個：《源氏物語》、《紫式部日記》與《紫式部集》。紫式部的作品因反映日語從非書面語言演變為書面語言期間日文寫作的發展而具重要性。在9世紀前，日語文本均以基於漢字的萬葉假名寫作。假名作為真正的日語文字在9世紀中末葉出現，並成為日語歷史上的創舉。日本作家由此開始用日語寫作散文，並產生物語與歌日記（又作“日記文學”）等文體。歷史學家賴世和稱物語等文體為明顯的日文，而以假名寫作的《源氏物語》“是該時期最傑出的作品”。

### 日記

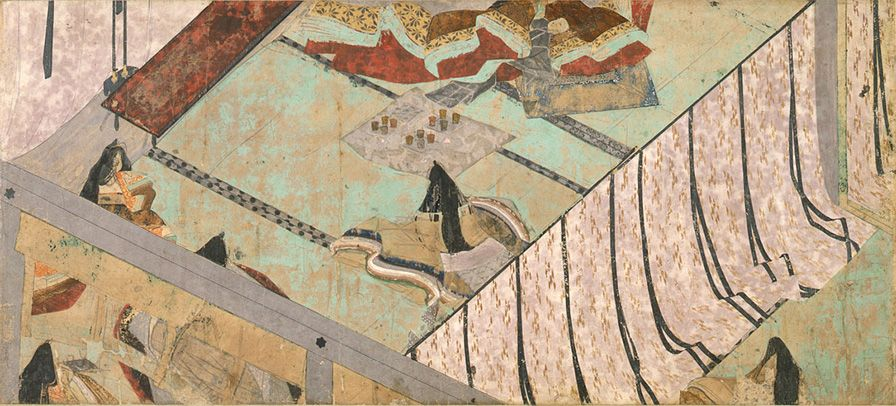
13世紀的《紫式部日記繪卷》中彰子中宮與其當時尚為嬰兒的敦成親王（後即位為後一條院天皇）一同出現，而旁邊的女房都迴避到几帳後的場景

紫式部在被送入彰子中宮宮中後開始寫日記，即《紫式部日記》。世人對紫式部的宮廷生活的所知多來自《紫式部日記》，日記記錄了约1008年（寬弘五年）至1010年（寬弘七年）期間所發生的事情。日記中多見長篇章，部分可能來自紫式部的信件的内容。日記所記錄的事件包括紫式部與其他宮廷女房的關係、藤原道長的性情、彰子中宮在其父藤原道長的宅邸土御門殿產子，以及寫作《源氏物語》的過程，其中更有紫式部將剛寫好的《源氏物語》的帖送給书法家抄寫的描述。一如旨在向主子致敬的典型當代宮廷日記，《紫式部日記》中一半內容均記述彰子中宮之子敦成親王（後為後一條院天皇）出生一事。敦成親王的出生對藤原道長至為重要：藤原道長之所以將其女彰子送入宮中，正是希望自己能夠因此成為未來天皇的外祖父和事實上的攝政。

### 和歌
《紫式部集》是彙集紫式部所著的128首和歌的和歌集，入江千榮子則形容《紫式部集》中和歌的排序“有如傳記”。《紫式部集》原本今已散佚。根據習俗，這些和歌會在人與人之間流傳，並經常獲抄錄。《紫式部集》中的部分和歌似乎是寫給情人的，對象很可能是其當時尚未去世的丈夫藤原宣孝，但紫式部可能只是遵循傳統並寫了簡單的愛情和歌。《紫式部集》中的和歌提及紫式部部分的個人資訊，包括姐妹的去世、與父親藤原為時同赴越前國，以及為彰子中宮寫和歌等事。紫式部的和歌在1206年（元久三年／建永元年）由藤原定家出版成集，入江千榮子相信該版《紫式部集》與原本最相近。藤原定家也在差不多的時間在其參與主編的敕撰和歌集《新古今和歌集》中收錄了紫式部的部分和歌。

### 源氏物語
紫式部以《源氏物語》最為人所知。《源氏物語》是分3部、54帖、共1100頁的小說，後世認為其以十年的時間完成撰寫。《源氏物語》最初的帖可能是在其結婚期間或在其夫去世後不久為不公開的支持者而寫的。紫式部在入宮後繼續撰寫《源氏物語》，並很有可能在擔任彰子中宮的女房期間完成。紫式部需要大量資源的支援方能創作如此長的作品。藤原道長為紫式部提供了昂貴的紙張和墨水，以及書法家。《源氏物語》的首部手寫本可能由其他女房裝訂。

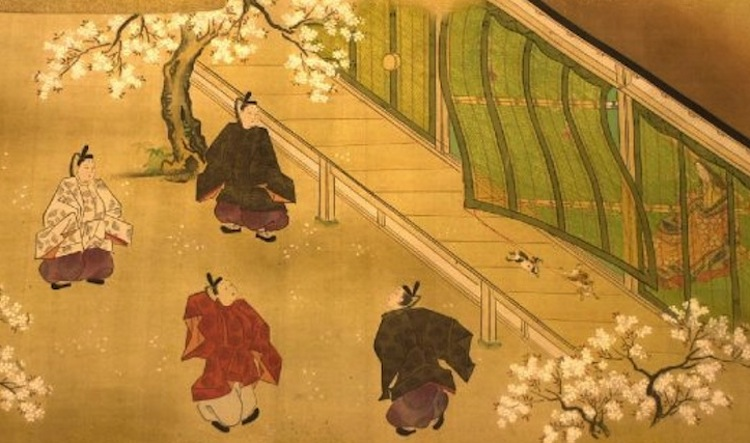
17世紀末或18世紀初繪有《源氏物語》第三十四帖中坐在几帳後方的女性看著在花園裏遊玩的男性的場景的帛畫

當奴·基恩在《日本文學的樂趣》（The Pleasures of Japanese Literature）中稱紫式部通過借鑒和歌宮廷日記的傳統寫出“日本小說的至高之作”，而此前的物語，如《竹取物語》和《伊勢物語》等，均以漢字假名混寫文寫作。紫式部借鑒並融合了中國歷史、敘事詩和當代日本散文的風格。米高·阿道夫臣稱，《源氏物語》中正式的中國風格與平凡的話題的並置產生了戲仿或讽刺的感覺，從而給予紫式部獨特的聲量。《源氏物語》依循物語講故事的傳統格式，在使用旁白這一點上尤為明顯；然而當奴·基恩稱紫式部將物語發展得遠超其原有界限，並因而創造其完全現代化的格式。光源氏的故事的時空背景為9世紀末至10世紀初，紫式部在其中消除了早期物語中常見的童話和幻想元素。
《源氏物語》的主題在該時期尤為常見，當勞·霍華德·雪夫利將其定義為對“時間的暴政和浪漫愛情無法逃避的悲傷”的封裝。《源氏物語》以生命的脆弱和「物哀」（／ Mono no aware）為主題，其中「物哀」一詞在《源氏物語》中就出現逾千次。當奴·基恩推測紫式部可能在光源氏的故事中為自己創造逃避宮廷生活的理想主義方式，但紫式部發現這種逃避並不令人愉快。在光源氏的故事中，紫式部塑造了一個天資聰慧、清秀、文雅、人性化、富有同情心的主人公。當奴·基恩稱《源氏物語》為讀者提供一覽平安時代風情的機會，例如平安時代的女性儘管通常隱藏於屏風、窗簾或襖後，戀愛關係仍然盛行。
海倫·克雷格·馬嘉露形容紫式部的作品具有普遍吸引力，並相信《源氏物語》“超越其體裁與時代。其基本題材和背景為浪漫的平安時代宮廷愛情，時代背景為平安時代中期，但紫式部獨特的才能使作品（《源氏物語》）成為了許多人對人際關係的有力陳述，包括愛情中不可能永遠幸福……以及在一個充滿悲傷的世界中，對他人的感受敏感至關重要。”光源氏在其每個情人身上都認識到女人的內在美和生命的脆弱，當奴·基恩稱光源氏由此成為英雄。光源氏的故事很受歡迎，甚至即使該故事以日語寫作，一條院天皇仍命人將故事讀給他聽。1021年（寬仁五年／治安元年），《源氏物語》的所有章節均已知已完成，並在藏本稀缺的令制國中受到追捧。

## 遺產
自紫式部與其他平安時代女性作家共同將日語發展成書面語言起，其聲譽和影響力從未間斷。12世紀起，開始有學者研究紫式部的作品，並衍生出學者權威版本和批判，從而成為宮廷歌人的必備讀物。在紫式部去世後的一個世紀內，紫式部作為古典作家獲高度評價。在17世紀，紫式部的作品成為儒家哲學的象徵，當時的女性亦被鼓勵閱讀其作品。1673年（寬文十三年／延寶元年），熊澤蕃山於《源氏外傳》中稱紫式部的作品在敏感度和對情感的描繪上有所價值，更給予紫式部的作品「人情看破，五倫失和」（ Ninjō o shirasa waba Gorin no wa o ushinafu koto ōshi）的評價。
《源氏物語》自紫式部去世的一個世紀後就出現多本抄本和繪製本。《源氏物语绘卷》是12世紀平安時代末葉的繪卷，由4卷、繪19面、詞20面組成。《源氏物語繪卷》的插圖於1110年（天仁三年／天永元年）至1120年（元永五年／保安元年）間所繪，一般認為插圖的畫家是藤原隆能，繪卷的書法則出自當代眾多知名書法家之手。《源氏物語繪卷》現藏於五島美術館與德川美術館。
17世紀，婦德與文學知識息息相關，導致對與紫式部或《源氏物語》相關的藝術作品（源氏繪）的需求大增。飾有《源氏物語》的場景或紫式部插圖的嫁妝套裝開始特別受貴族婦女歡迎：源氏繪在17世紀能賦予新娘更高的文化地位，而在18世紀則已成為婚姻成功的象徵。1628年（寬永五年），德川家光的養女龜鶴姬因出嫁而獲得一組漆器；1649年（慶安二年），八條宮智忠親王收到一對由狩野探幽所繪的源氏繪屏風作為其成婚禮物。
紫式部成為繪畫和插圖的熱門主題，並對其賢惠女性與歌人的形象有所凸顯。紫式部經常以在石山寺凝視天空中的滿月尋求靈感的形象在畫作中出現。17世紀，土佐光起將紫式部作為其繪卷的主題。《源氏物語》在多個世紀成為眾多日本浮世繪畫家所喜愛的主題，其中歌川廣重、鳥居清長與喜多川歌麿等人均有為《源氏物語》繪畫了不同版本的浮世繪。早期的《源氏物語》藝術被認為是宮廷文化的象徵，而自江戶時代中期開始，浮世繪的大量繪製使侍與平民也可以接觸到《源氏物語》藝術。
白根治夫在《設想〈源氏物語〉》（Envisioning the "Tale of Genji"）中稱其觀察到“《源氏物語》在逾千年來通過不同的媒介對不同的讀者產生了很多影響……這是任何其他日語文學作品或藝術品都無法比擬的。”《源氏物語》與其作者紫式部通過繪卷、屏風繪、浮世繪、電影、漫畫等各種媒介上的傳播而廣為人所知。

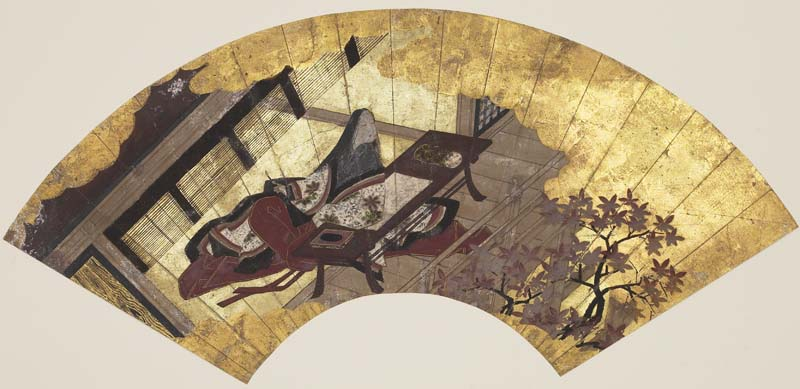
17世紀扇面繪畫上寫作中的紫式部

《源氏物語》被公認為歷久不衰的經典。威廉·賀特·馬嘉露稱紫式部“既是一個獨特社會的典型代表，也是一位以永恆的聲音談論普世人文關懷的作家。日本未曾有另一個天才如此。”當奴·基恩稱《源氏物語》持續使人著迷，因為其故事中的角色與故事的關注點普世皆有。1920年代亞瑟·偉利的《源氏物語》譯本出版之時，評論家將《源氏物語》與简·奥斯汀、馬塞爾·普魯斯特與威廉·莎士比亚等人的著作相比。入江千榮子在論及紫式部時稱其與代表英國伊丽莎白时代的莎士比亞相似，因為紫式部抓住了平安時代宮廷的精髓，而其作為小說家所取得的成功“甚至可能超出了她自己的預期”。如同莎士比亞，紫式部的作品一直是大量評論和許多書籍的主題。

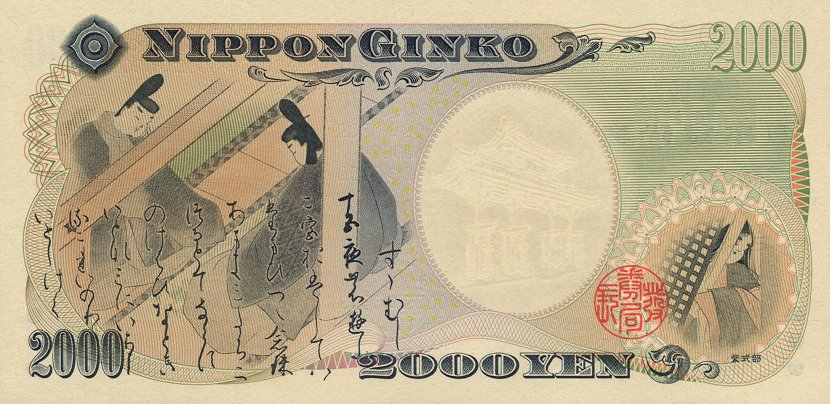
2000日圓紙鈔上印有紫式部像與《源氏物語》的情景

京都府在2008年（平成二十年）舉行了長達一年的《源氏物語》1000周年慶典“源氏物語千年紀”，其中包括和歌比賽、到宇治市源氏物語博物館與石山寺（該處重現了真人大小的紫式部在其桌上的情景）進行參觀，以及女性穿上五衣唐衣裳與及踝假髮等活動。紫式部與《源氏物語》成為博物館展覽和《源氏物語》衍生漫畫的靈感。首版2000日圓紙幣的背面設計中，右方為紫式部的肖像畫，而左方則為《源氏物語繪卷》第三十八帖〈鈴蟲〉的繪圖與文字節錄。結出紫色果實的植物日本紫珠的和名即為“紫式部”。
哈佛大学藏有一本在1970年代確定為1510年（永正七年）創作的《源氏物語畫帖》（〔〕／ Genji monogatari gajō）。《源氏物語畫帖》被認為是同類繪卷中最早的一本，由土佐光信的54幅畫作與54幅由書法大師書寫於5種顏色的色紙的書法組成。該繪卷中的葉子裝在一個可追溯到江戶時代的盒子裡，盒上有一幅由土佐光起繪製的絲綢卷首畫，該畫作可追溯至1690年（元祿三年）左右。《源氏物語畫帖》中包含土佐光起為其祖先的16世紀畫作所造的認證單。

## 圖集

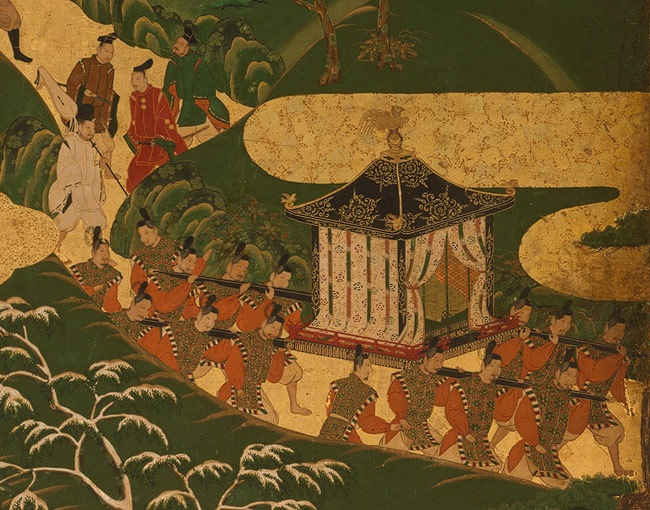
紫式部在《源氏物語》中描述了宮廷生活，就如此名為〈皇室遊覽〉的畫作所繪，土佐光吉（日语：土佐光吉）於16世紀末繪
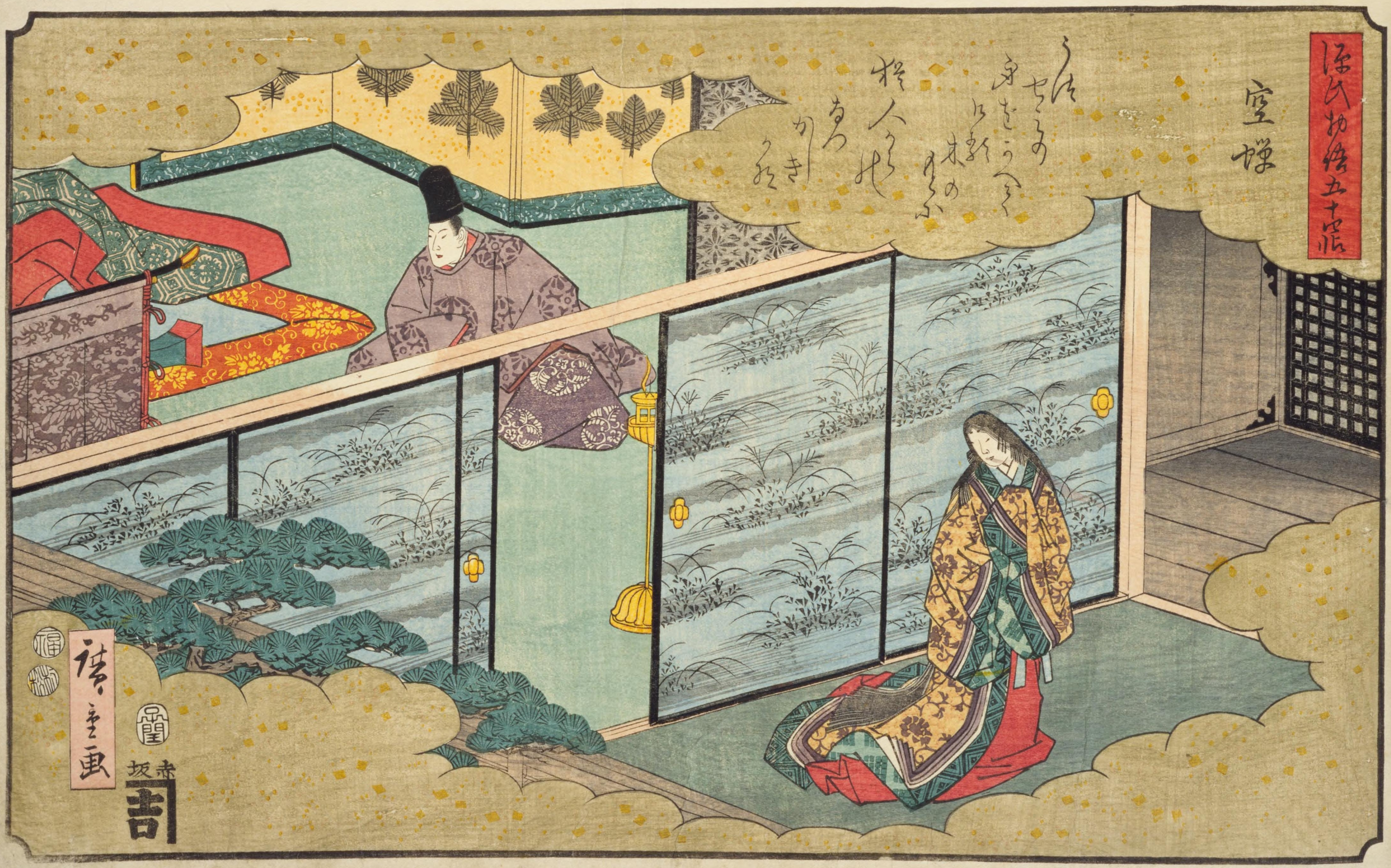
《源氏物語》中的内裏（内廷），歌川廣重於1852年（嘉永五年）繪
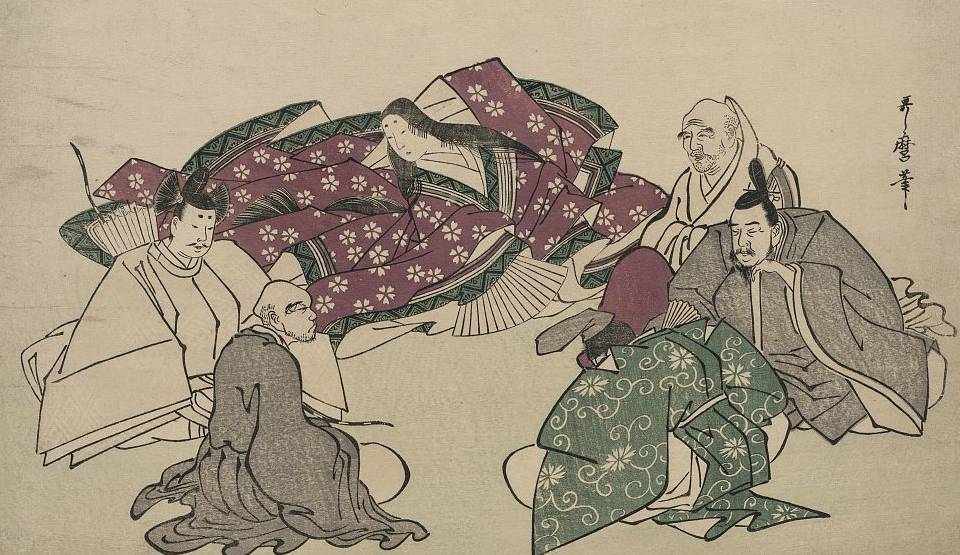
在约1795年（寬政七年）的木刻版畫中，紫式部與五個男性宮廷歌人進行交流

### 英文文獻
- Adolphson, Mikhael; Kamens, Edward; Matsumoto, Stacie.  . Honolulu: Hawaii UP. 2007. ISBN 978-0-8248-3013-7.
- Aston, William George. 维基文库. London: Heinemann. 1899 （英文）.
- Bowring, Richard John (编). . . London: Penguin. 1996. ISBN 978-0-14-043576-4.
- Bowring, Richard John (编). .  . Cambridge: Cambridge UP. 2004. ISBN 978-0-521-83208-3.
- Frédéric, Louis. . Cambridge, MA: Harvard UP. 2005. ISBN 978-0-674-01753-5.
- Geczy, Adam.  . London: Oxford International Publishers. 2008. ISBN 978-1-84520-700-7.
- Inge, Thomas.  . Atlantic Review. No. 55. 1990: 7–14.
- Henshall, Kenneth G.  . New York: St. Martin's. 1999. ISBN 978-0-312-21986-4.
- . New York: Kōdansha. 1983. ISBN 978-0-87011-620-9.
- Keene, Donald.  . New York: Columbia UP. 1999. ISBN 978-0-231-11441-7.
- Keene, Donald.  . New York: Columbia UP. 1988. ISBN 978-0-231-06736-2.
- Knapp, Bettina. . Symposium. 1992, 46 (1): 34–482013-09-02. doi:10.1080/00397709.1992.10733759.
- . New York: Kodansha International. 2004. ISBN 978-4-7700-2847-1.
- Lillehoj, Elizabeth.  . Honolulu: Hawaii UP. 2004. ISBN 978-0-8248-2699-4.
- Lockard, Craig.  . Boston: Wadsworth. 2008. ISBN 978-1-4390-8535-6.
- Mason, R.H.P.; Caiger, John Godwin. . North Clarendon, VT: Tuttle Publishing. 1997. ISBN 978-0-8048-2097-4.
- McCormick, Melissa. . Art Bulletin. 2003, 85 (1): 54–85. doi:10.2307/3177327.
- McCullough, Helen Craig.  . Stanford CA: Stanford UP. 1990. ISBN 978-0-8047-1960-5.
- Mostow, Joshua. . Copeland, Rebecca L.; Ramirez-Christensen, Esperanza  (编).  . Honolulu: Hawaii UP. 2001. ISBN 978-0-8248-2438-9.
- Mulhern, Chieko Irie.  . Armonk NY: M.E. Sharpe. 1991. ISBN 978-0-87332-527-1.
- Mulhern, Chieko Irie.  . Westport CT: Greenwood Press. 1994. ISBN 978-0-313-25486-4.
- Perez, Louis G.  . Westport CT: Greenwood Press. 1990. ISBN 978-0-313-30296-1.
- Puette, William J. . North Clarendon VT: Tuttle Publishing. 1983. ISBN 978-0-8048-3331-8.
- Reischauer, Edwin Oldfather.  . New York: McGraw-Hill. 1999. ISBN 978-0-07-557074-5.
- Shirane, Haruo.  . Stanford CA: Stanford UP. 1987. ISBN 978-0-8047-1719-9.
- Shirane, Haruo.  . New York: Columbia UP. 2008a. ISBN 978-0-231-14237-3.
- Shirane, Haruo.  . New York: Columbia UP. 2008b. ISBN 978-0-231-13697-6.
- Shively, Donald; McCullough, William H.  . Cambridge UP. 1999. ISBN 978-0-521-22353-9.
- Tsunoda, Bunei.  . Kodai Bunka (Cultura antiqua). 1963, 55 (7): 1–27.
- Ueno, Chizuko.  . Melbourne: Transpacific Press. 2009. ISBN 978-1-876843-56-4.
- Murasaki Shikibu. .  . Waley, Arthur (translation). New York: Modern Library. 10101960.

### 非英文文獻
- 國學院 (编).  . 東京: 六合館. 1902. doi:10.11501/992685.
- 大田, 南畝 (编). .   1. 國書刊行會（日语：国書刊行会）. 1917. doi:10.11501/945829.
- 角田, 文衞. .  . 角川書店. 1966. doi:10.11501/2984153.
- 藤原道綱母; 和泉式部; 紫式部; 菅原孝標女. . 林, 嵐; 鄭, 民欽 (譯). 河北教育出版社. 2002  [2021-07-31]. ISBN 978-7-5434-4634-2. （原始内容存档于2022-06-12）.

## 外部連結
- 廬山天台講寺 （页面存档备份，存于）
- 开放图书馆中紫式部的著作
- 來自紫式部的LibriVox公共領域有聲讀物
- 紫式部的作品  - 古騰堡計劃
- 2019年3月5日至6月16日在大都會藝術博物館的日本經典之光《源氏物語》展覽 （页面存档备份，存于）
- 大日本史　紫式部傳